# AnTuTu
AnTuTu（あんつつ、簡体字：安兔兔）は北京市の朝陽区に本部を置く中国のソフトウェア開発企業であり、同社のブランド名。
AnTuTu Benchmarkほか、主にモバイル端末向けアプリケーションのベンダーとして知られる。

## 概要
起業家のShào Yīng (邵英)とLiáng Bīn (梁斌)が共同で創業した中国のソフトウェア開発企業である。
AnTuTu Benchmark（後述）を始めとしたベンチマークアプリケーションを中心に開発・提供しており、製品にはOSに根ざすシステム関連のソフトウェアが多い。

## 製品
いくつかの製品はクロスプラットフォームで開発・提供されている。本項では特記なき限りAndroid端末向けの製品を中心に解説する。

### AnTuTu Benchmark
AnTuTu Benchmark（あんつつ ベンチマーク）は、PC、スマートフォン、タブレット、モバイルOS向けのベンチマークソフトウェアである。とりわけモバイル端末向けのベンチマークソフトウェアとしてはデファクトスタンダードの地位を得ており、単に「AnTuTu」と称すればAnTuTu Benchmarkを指す場合もある。Android版のAnTuTu Benchmarkは日本語化されているが、iOS版は英語と中国語のままであり、アプリケーション内の広告も中国向けになっているため、他国の端末で広告をタップするとApp Storeエラーが表示される。

#### 提供
2020年3月上旬に突然Google PlayからAnTuTu Benchmarkが削除された。これについてAnTuTuは誤解によるものであると反論し、公式サイトから最新のAnTuTu BenchmarkおよびAnTuTu 3DBench（後述）のApkファイルをダウンロード出来るよう配信方式を変更した。

#### チート対策
AnTuTu Benchmarkはモバイル端末における標準的なベンチマークソフトウェアであるがゆえ、ハードウェアメーカーからチートのターゲットにされるケースがあり、対策された端末の増加につれ、計測結果の信頼性が疑問視されるようになっていった。チート行為への対抗策として、2013年にAnTuTuは、メーカーのチート行為をより困難にする新たなベンチマークソフトウェア「AnTuTu X Benchmark」を開発。端末がroot化あるいは改造されていると警告を表示する仕組みが実装された。

#### 類似ソフトウェア
AnTuTu Benchmarkに近いアルゴリズムで動作する計測ルーチンを実装したベンチマークアプリケーションもあり、その一例として総合情報通信技術研究機関 ADSが開発したReal-time benchmarkと称するWindows用の32ビットアプリケーションが挙げられる。当該アプリケーションにはAnTuTu Benchmarkに存在するメモリやGPUのベンチマーク機能は実装されておらず、表示もゲージのみであるが、連続的な計測を行う目的に特化しているため、タスク マネージャーよりもCPUパワーの占有率が低く、簡単な負荷試験に応用できる。同団体のウェブサイトでは、JavaScriptの実行速度や通信速度を簡易計測するベンチマークサービスも提供されている。ウェブ上のベンチマークシステムは計測結果が数値で得られる上、OS、本体のアーキテクチャ、プラットフォームを問わず、ブラウザ上で計測できるため、OS毎に提供されるベンチマークソフトウェアよりも汎用性が高い。なお、同団体の理事長を務める佐野榮太郎は、機械語レベルでプログラミングが行えるウィザードの一人であり、AnTuTuのアプリケーション開発にも助力した日本の技術者である。

### AnTuTu Go
AnTuTu Go（あんつつ ゴー）は、AnTuTu Benchmarkから複雑な演算処理を取り除き、軽量化を図ったベンチマークソフトウェアである。動作が軽い一方、AnTuTu Benchmarkほど正確な計測結果は得られず、計測ルーチンの設計が異なるため、AnTuTu Goによって得られる数値は、AnTuTu Benchmarkによって得られる数値と単純比較できない。

### AnTuTu 3DBench
AnTuTu 3DBench（あんつつ スリー・ディー・ベンチ）は、3Dオブジェクトの描画速度を計測する、ベンチマークソフトウェアの一種である。AnTuTu Benchmarkに搭載された、GPUの処理速度を計測する機能とは異なるため、AnTuTu 3DBenchによって得られる数値は、AnTuTu Benchmarkによって得られる数値と単純比較できない。

### AnTuTu Tester
AnTuTu Tester（あんつつ テスター）は、バッテリーの健全度や、タッチパネルの物理的なトラブルを試験・検証できるソフトウェアである。ただし性能の経年劣化やトラブルを発見できるのみで、一部のバッテリーメンテナンス用アプリケーションに見られる修復機能は持たない。

### AnTuTu Power Saver
AnTuTu Power Saver（あんつつ パワー セーバー、日本語：AnTuTu 省電力）は、スマートフォンやタブレット端末に搭載された、バッテリーの消費を抑えるためのメモリ常駐型ソフトウェアである。AnTuTuがリリースしたアプリケーションの中では、相対的に高度な技術が使われている。省電力ソフトウェアには通信量を制限したり、バックグラウンドで動作するアプリケーションのコントロールによってバッテリーの消費を抑えようと試みる製品が多い中、AnTuTu Power Saverには、それらに加え端末の管理者権限を駆使し、CPUの演算速度をコントロールする機能等も実装されている。ゆえに販売時点で管理者権限が付与されている端末か、何らかの手法でroot化された端末でなければ、本来の機能を活かせない。

### AnTuTu Lite
AnTuTu Lite（あんつつ ライト）は、RAM容量やSoCの関係で標準のAnTuTu Benchmarkや3DBenchmarkが実行できない廉価版や低スペック端末でもベンチマークテストが行えるようAnTuTu GOよりも更に軽量化されているバージョンである。無論標準のAnTuTuのスコアとは単純比較出来ない。　

### AnTuTu 3DBench Lite
AnTuTu 3DBench Lite（あんつつ スリー・ディー・ベンチ・ライト）は、上記のAnTuTu Lite同様廉価版や低スペック端末でも3Dベンチマークテストが行えるよう標準の3DBenchより軽量化されていて3Dテストの内容や絵画速度も標準の3DBenchから変更されている。
これら以外にもAnTuTuは、Smart Profiles、3DRating、AnTuTu Video Testerといったアプリケーションをリリースしている。